# Cabanac-Séguenville
Cabanac-Séguenville ist eine französische Gemeinde mit 187 Einwohnern (Stand: 1. Januar 2022) im Département Haute-Garonne in der Region Okzitanien (vor 2016 Midi-Pyrénées). Sie gehört zum Arrondissement Toulouse und zum Kanton Léguevin. Die Einwohner werden Cabavillois und Cabavilloises genannt.

## Geographie
Die Gemeinde Cabanac-Séguenville liegt an der Grenze zum Département Tarn-et-Garonne, etwa 48 Kilometer nordwestlich von Toulouse. An der südöstlichen Gemeindegrenze verläuft der Fluss Nadesse. Umgeben wird Cabanac-Séguenville von den Nachbargemeinden Gariès im Norden und Nordosten, Lagraulet-Saint-Nicolas im Osten, Brignemont im Süden und Westen sowie Le Causé im Westen und Nordwesten.

## Bevölkerungsentwicklung
| Jahr                       | 1962 | 1968 | 1975 | 1982 | 1990 | 1999 | 2006 | 2013 | 2020 |
| Einwohner                  | 137  | 126  | 134  | 122  | 118  | 128  | 151  | 161  | 179  |
| Quellen: Cassini und INSEE |      |      |      |      |      |      |      |      |      |

## Sehenswürdigkeiten
- Kirche Notre-Dame in Cabanac

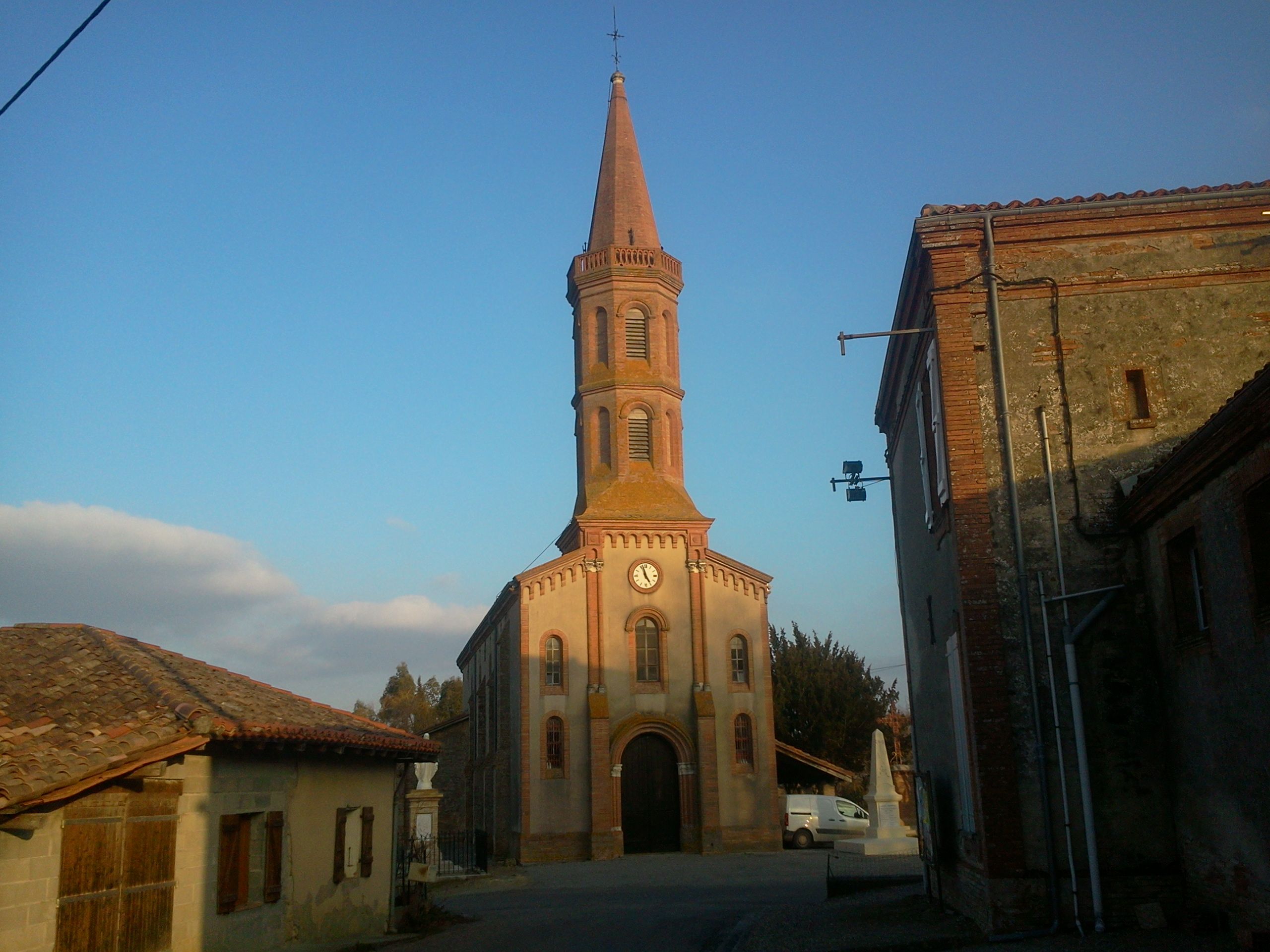
Kirche Notre-Dame

- Kirche Saint-Jean-Baptiste in Séguenville